# Baš ti lijepo stoje suze
Baš ti lijepo stoje suze – tytuł dziewiątego albumu Hari Mata Hari. Został nagrany i wydany w 2001 roku.

## Tytuły piosenek
1. "Kao domine"
2. "Zjenico oka moga"
3. "Baš ti lijepo stoje suze"
4. "Sad znam fol"
5. "Kada izgorim"
6. "Ja imam te, a k'o da nemam te"
7. "Zavedi me"
8. "Proklet sam što ti opraštam"
9. "Ja odavno nemam razloga za smijeh"
10. "Naći ću sebi nekog na ovom globusu"

## Członkowie zespołu

### Hari Mata Hari
- Hajrudin Varešanović – wokal
- Izo Kolećić – perkusja
- Karlo Martinović – gitara solo
- Nihad Voloder – gitara basowa